# استان ماردین
استان ماردین (به کردی: Mêrdîn ، به ترکی:Mardin) نام یکی از استان‌های ترکیه است. جمعیت آن ۷۷۹٬۸۵۰ نفر (برآورد سال ۲۰۰۶) و مرکز آن شهر ماردین است. از شهرهای دیگر آن نصیبین مکان نبرد معروف نیسیبیس است.

## مردم شناسی
استان ماردین از دیرباز محل سکونت اقوام گوناگون بوده‌است، اما اکثریت جمعیت آن را همواره کوردها تشکیل داده‌اند. زبان رایج در میان کردهای منطقه، کردی کرمانجی است. تا پیش از نسل‌کشی ارمنیان و آشوری‌ها در سال ۱۹۱۵، اقلیت‌های ارمنی، آشوری و سریانی نیز در این استان به‌ویژه در شهر ماردین و روستاهای اطراف حضور چشمگیری داشتند.
پس از وقایع جنگ جهانی اول و حذف جمعیت ارمنی، آشوری و سریانی، تنها جمعیت بومی باقی‌مانده در منطقه، کوردها بودند. امروزه نیز کردها اکثریت ساکنان استان ماردین را تشکیل می‌دهند و کردی کرمانجی در شهر و روستاهای آن به‌طور گسترده رایج است و البته اقلیت های از اعراب نیز در جنوب استان ساکن هستند .

## نام‌شناسی
ماردین واژه‌ای آرامی (ܡܶܪܕܺܝܢ) است و برج و بارو (کلات) معنی می‌دهد.

## شهرستان‌ها
استان ماردین دارای ۱۰ شهرستان می‌باشد:
- دارگچیت
- دریک
- قزل تپه
- ماردین
- مازی داغی
- میدیات
- نصیبین
- عمرلی
- ساوور
- یشیللی

## نگارخانه

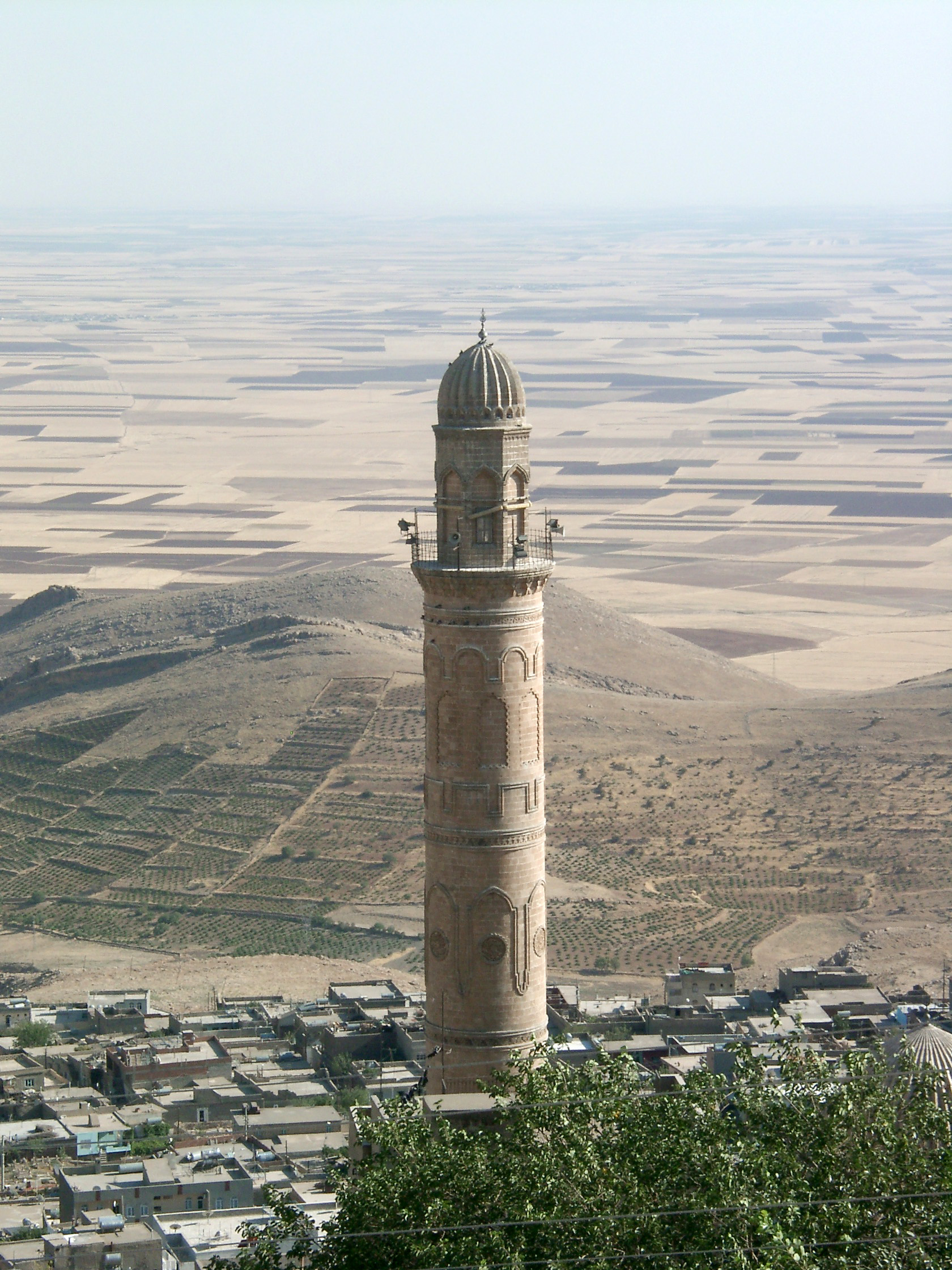
چشم‌انداز از ماردین به دشت‌های میان‌رودان
شهر باستانی میدیات چهارمین شهر بزرگ استان ماردین